# Lasioglossum soror
Lasioglossum soror va ser descrita per primera vegada per Saunders l'any 1901 i s'ha classificat com a insecte himenòpter dins la família Apocrita Apoidea Halictidae, la tribu Halictini, el gènere Lasioglossum i subgènere Dialictus. Com a abelles del gènere Lasioglossum, són importants pol·linitzadores d'una àmplia varietat de plantes, fins i tot, de moltes plantes conreades, i també són molt eficients, de manera que exerceixen un paper crucial en els ecosistemes naturals i agrícoles.

## Morfologia
Lasioglossum soror és una espècie d'abella de la família Halictidae. Aquestes són petites, amb les potes marrons i de color negre amb bandes abdominals de color blanc o groc pàl·lid. A més, dins del gènere Lasioglossum és fàcil de confondre amb altres espècies.
- 8 Individus de Lasioglossum soror <ref>«Lasioglossum soror».   BOLD Systems. [Consulta: 4 juny 2024].</ref>

## Estat de conservació
L'espècie està catalogada com a En Perill, segons el criteri B2ab(iii) de la UICN, ja que l'àrea d'ocupació coneguda (AOO) és de 88 km², les poblacions d'aquesta espècie estan greument fragmentades de manera que hi ha poc intercanvi genètic entre subpoblacions, i es creu que l'extensió i qualitat de l'hàbitat de l'espècie està en declivi degut al turisme, l'agricultura convencional (amb pesticides) i la construcció (destrucció d'hàbitats essencials). Cal recerca per a determinar la grandària de la població, les tendències i qualsevol altra amenaça per a l'espècie. Principalment, es creu que l'espècie està amenaçada a causa que habita en zones costaneres amenaçades pel turisme, la conservació de terres per ús agrícola i la construcció. A més, es pensa que l'extensió i la qualitat de l'hàbitat de l'espècie està en continu declivi, ja que ara se sospita que està restringida a hàbitats específics que només es troben a àrees protegides, com el Parc Nacional de Camarga, al sud de França.

## Distribució geogràfica
Aquesta espècie té una distribució circummediterrania, ja que es troba a Espanya, les Illes Balears, Còrsega, el sud de França, Sicília, Dalmacia, Creta, Algèria, Cirenaica, Turquia, Israel i l'Iran. L'extensió d'ocurrència és d'1.642.804 km² i l'àrea d'ocupació coneguda (AOO) és de 88 km².
Va ser descrita originalment a les Balears, però hi ha hagut una gran confusió sobre la seva identificació i la seva relació amb espècies estretament relacionades, entre les quals L. (D.) collopiense i Lasioglossum (D.) morio, especialmente amb els individus femelles. S'ha notificat la presència de Lasioglossum soror a Portugal basant-se en una femella recol·lectada a les illes Berlengas, situada a l'Atlàntic just al costat del centre de Portugal. No obstant, altres autors afirmen que L. soror té una distribució estrictament mediterrània i està absent de Portugal.
L'espècie habita en zones costaneres mediterrànies com el Parc Nacional de Camarga, un lloc d'aiguamolls Ramsar a França. La Camarga és predominantment una zona d'aiguamolls, llacs i llacunes salines. També s'ha trobat en els matollars mediterranis del Parc Nacional de Calanques.

## Biologia
En ser una espècie en perill d'extinció, no hi ha gaire informació sobre la seva biologia.

### Etologia
En general, es desconeixen els detalls del comportament d'implantació, la sociabilitat i les preferències de pol·len, però es coneix que són solitàries i nidifiquen al sòl, i les abelles del gènere Lasioglossum són conegudes pel seu comportament generalment no agressiu, malgrat poden picar si se senten amenaçades.

### Alimentació
Tenen una alimentació polilèctica, és a dir que s'alimenten de diverses espècies de plantes sense una preferència clara per un únic gènere. En un estudi en els matollars mediterranis del Parc Nacional de Calanques s'han trobat 87 espècies d'abelles pol·linitzadores entre les quals Lasioglossum soror. La vegetació dominant de la zona és Rosmarinus officinalis, Thymus vulgaris, Cistus albidus i Cistus monspeliensis.

### Reproducció
Són solitàries, nidifiquen al sòl i tenen un cicle univoltí, és a dir que té una sola generació a l'any.